# Тотальная анимация
Тота́льная анимация (мультиплика́ция), также тотализа́ция — визуальный приём в рисованной мультипликации, заключающийся в том, что по ходу сцены изменяются рисунки не только персонажей, но и заднего плана. Этот довольно затратный приём позволяет передать любые движения воображаемой камеры, через которую смотрит зритель. В некоторых случаях часть слоёв не требуется изменять, а достаточно двигать или вращать (например, небо). Отдельную сложность представляет размещение персонажей в кадре, поскольку при движении камеры точки пространства перемещаются в кадре по сложным законам. Поэтому на этапе раскадровки персонажей для получения правдоподобного их размещения, ракурса и масштаба требуется раскадрованный задний план, либо персонажи не должны перемещаться по кадру, либо должны рисоваться вместе с задним планом, либо не должны касаться поверхности.
Вообще, самая сложная — тотальная анимация. Любая анимация — это фон, на котором движутся два персонажа. Фон не движется, только персонажи, потом фон меняется, бегают другие персонажи. То есть отдельно рисуются два персонажа и отдельно рисуется фон, который в каждом кадре перерисовывать не надо. В тотальной анимации каждая картинка рисуется полностью.

Это можно сравнить с летающей камерой в игровом кино. Один и тот же персонаж снимается с разных точек, соответственно, в анимации рисуется с разных точек. Естественно, фон, на котором он находится, не может быть одним и тем же.

У нас есть четыре с половиной минуты тотальной анимации. В своё время американский продюсер пытался это включить в книгу рекордов Гиннесса, потому что четыре с половиной минуты тотальной анимации нет ни у кого. Это только здесь можно сделать, потому что здесь сумасшедшие люди. В Америке это непонятно даже, сколько может стоить, потому что за такую работу никто не возьмётся. Этот ролик делался больше года.Валерий Пугашкин (Студия «Классика»)
Одной из «прорывных попыток к новой среде обитания [„тотальной мультипликации“]» Ефим Гамбург называет работы Юрия Норштейна.